# بخش مرکزی شهرستان رامیان
بخش مرکزی شهرستان رامیان یکی از بخش‌های شهرستان رامیان در استان گلستان ایران است.

## تقسیمات کشوری
- بخش مرکزی شهرستان رامیان
  - دهستان دلند
  - دهستان قلعه میران

شهر: رامیان و دلند

## جمعیت
بنابر سرشماری مرکز آمار ایران، جمعیت بخش مرکزی شهرستان رامیان در سال ۱۳۸۵ برابر با ۴۷۸۷۳ نفر بوده‌است.